# Marionova ulica

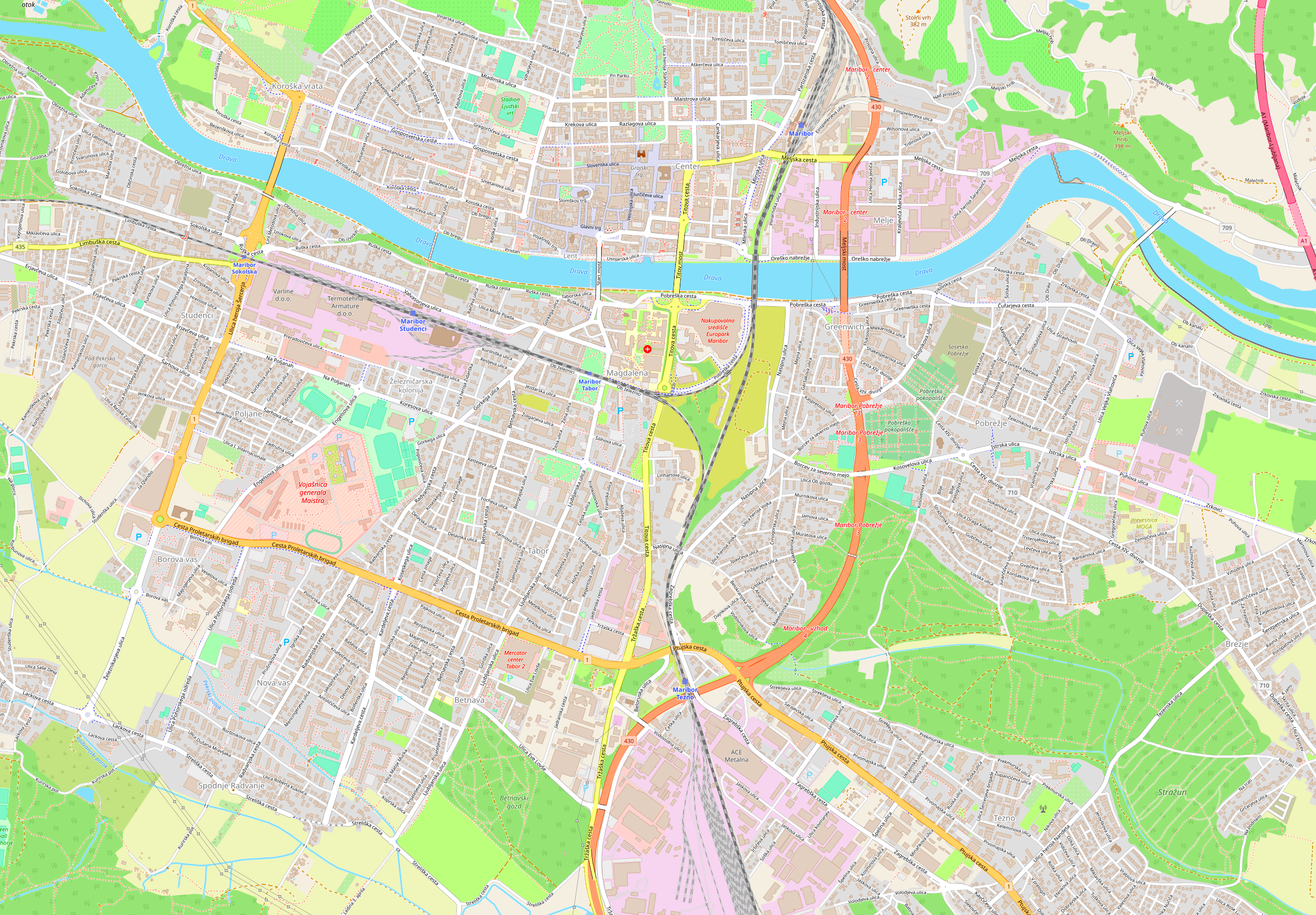

Marionova ulica (Marion-Gasse) ist der Name einer Straße im Bezirk Koroska vrata der Stadtgemeinde Maribor, Slowenien. Sie wurde 1959  nach  dem slowenischen Freiheitskämpfer Ljubomir (Ljubo) Marion (1921–1942) benannt, der 1942 in Maribor hingerichtet wurde.

## Lage
Die Straße liegt am Rande der Bebauung von Koroška vrata etwa auf der Höhe der Stufen zum Kalvarienberg südwestlich der Kreuzung von Vrbanska cesta und Kamniška ulica. Sie verbindet die Njegoševa ulica mit der Pasterkova ulica zwischen Ulica Lizike Jančar und Hermankova ulica. 